# Puer natus in Bethlehem

La Puer natus in Bethlehem est une hymne en monodie, chantée à la fête de Noël.

## Partition

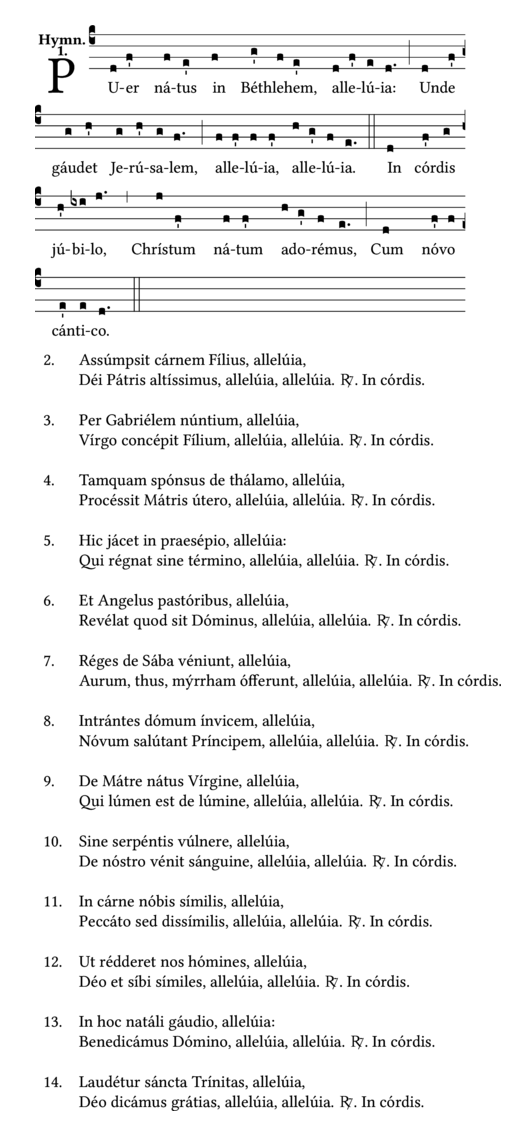

## Texte
| verset | latin                                                                         | français                                                                           |
| ------ | ----------------------------------------------------------------------------- | ---------------------------------------------------------------------------------- |
| 1      | Puer natus in Bethlehem, alleluia, Unde gaudet Ierusalem, alleluia, alleluia. | Un enfant est né à Bethléem, alléluia, Jérusalem s'en réjouit, alléluia, alléluia. |

| répons       | latin                                                       | français                                                                      |
| ------------ | ----------------------------------------------------------- | ----------------------------------------------------------------------------- |
| (en refrain) | In cordis iubilo Christum natum adoremus, Cum novo cantico. | Dans la joie du cœur, adorons le Christ qui est né, avec un nouveau cantique. |

| verset | latin | français |
| ------ | --- | --- |
| 2 - 14 | II. Assumpsit carnem Filius, alleluia, Dei Patris altissimus, alleluia, alleluia III. Per Gabrielem nuntium, alleluia, Virgo concepit Filium, alleluia, alleluia. IV. Tamquam sponsus de thalamo, alleluia, Processit Matris utero, alleluia, alleluia. V. Hic iacet in præsepio, alleluia, Qui regnat sine termino, alleluia, alleluia. VI. Et Angelus pastoribus, alleluia, Revelat quod sit Dominus, alleluia, alleluia. VII. Reges de Saba veniunt, alleluia, Aurum, thus, myrrham offerunt, alleluia, alleluia. VIII. Intrantes domum invicem, alleluia, Novum salutant Principem, alleluia, alleluia. IX. De Matre natus Virgine, alleluia, Qui lumen est de lumine, alleluia, alleluia. X. Sine serpentis vulnere, alleluia, De nostro venit sanguine, alleluia, alleluia. XI. In carne nobis similis, alleluia, Peccato sed dissimilis, alleluia, alleluia. XII. Ut redderet nos homines, alleluia, Deo et sibi similes, alleluia, alleluia. XIII. In hoc natali gaudio, alleluiia, Benedicamus Domino, alleluia, alleluia. XIV. Laudetur sancta Trinitas, alleluia, Deo dicamus gratias, alleluia, alleluia. | 2. Le Fils s'est revêtu de la chair, alléluia, Dieu très-haut, le Père, alléluia, alléluia. 3. Par le messager Gabriel, alléluia, la Vierge conçoit son Fils, alléluia, alléluia. 4. Comme un époux [quitte] la chambre nuptiale, alléluia, il naît du sein de sa Mère, alléluia, alléluia. 5. Ici il est couché dans une crèche, alléluia, celui qui règne sans fin, alléluia, alléluia. 6. Et l'ange aux bergers, alléluia, révèle qu'il est le Seigneur, alléluia, alléluia. 7. Les rois de Saba viennent, alléluia, offrir l'or, l'encens et la myrrhe, alléluia, alléluia. 8. Ils entrent tour à tour dans la maison, alléluia, saluer le nouveau Prince, alléluia, alléluia. 9. D'une Mère Vierge il est né, alléluia, celui qui est la lumière de la lumière, alléluia, alléluia. 10. Sans la blessure du serpent, alléluia, il vient de notre sang, alléluia, alléluia. 11. Par la chair à nous semblable, alléluia, mais par le péché dissemblable, alléluia, alléluia. 12. Afin de nous rendre nous les hommes, alléluia, à Dieu et à lui semblables, alléluia, alléluia. 13. En cette joyeuse naissance, alléluia, bénissons le Seigneur, alléluia, alléluia. 14. Louée soit la sainte Trinité, alléluia, à Dieu rendons grâces, alléluia, alléluia. |

## Caractéristique

### Plain-chant dans le répertoire du chant grégorien
Il n'existe aucun manuscrit en tant que chant grégorien authentique et ancien.
Aussi semble-t-il que le chant ait été créé pour enrichir le répertoire du chant grégorien, ou moins vraisemblablement afin de remplacer l'introït grégorien Puer natus est nobis. D'une part, traditionnellement cette hymne Puer natus in Bethlehem se présentait en notation musicale grégorienne, à savoir en quatre lignes (voir la partition). D'autre part, les premiers mots respectent la tradition catholique ancienne, avec le terme Puer tel l'introït authentique. À vrai dire le texte Puer natus est nobis était issu du vieux-latin, et non celui de la Vulgate « Parvulus enim natus est nobis ». Sans doute, avec cette façon et sans autorisation concrète, la pièce se glissa-t-elle dans le répertoire de chants de Noël.
- O (telles Grandes antiennes « Ô » de l'Avent, avant Noël)
- Hodie (telle Hodie Christus natus est)
- Puer (telle Puer natus est nobis)

Ce type de chant dans les livres de chant, manquant de texte biblique et d'autorisation, telle la séquence, fut condamné par le concile provincial de Cologne en 1538. Puis, le concile de Trente décida de l'exclure des livres de chant de l'Église, à commences par le missel romain. Cela serait la raison pour laquelle il reste peu de manuscrits d'après la liturgie catholique en latin tandis que les protestants officialisèrent son usage.

### Caractères musicaux
La partition se caractérise de son style, monodique, syllabique et en refrain, lequel se trouve dans les genres de l'hymne ainsi que de la séquence. Il s'agit d'une œuvre facile à chanter. On y compte 14 versets dans un certain nombre de manuscrits et la notation actuellement publiée, qui est convenable à la procession lors de la célébration.
Composé tardivement, son mode reste ambigu, car le chant ne respectait pas nécessairement les anciens modes. D'où, on lui attribuait le premier mode (I, voir la partition) tandis que l'édition de Solesmes adopte le deuxième mode (II). En réalité, avec le phénomène de bémolisation, le chant approchait au mode mineur qui se caractérise de la note finale la.
On y distingue cependant une apparence ancienne ; hormis la mélodie ascendante attribuée aux mots iubilo Christum, le chant ne se compose que de cinq notes. Les intervalles aussi sont limités, à deux ou trois degrés. Ces caractères se trouvent très fréquemment dans la psalmodie ancienne.

### Utilisation liturgique
Son usage reste, même aujourd'hui, dans le répertoire grégorien, tel le Credo III composé au XVIIe siècle. En effet, sa popularité demeure dans de nombreux pays. Or, il est indiscutable qu'il s'agisse de l'introït Puer natus est nobis en faveur de la célébration authentique et solennelle de Noël auprès de l'Église catholique romaine. Cette œuvre est tout à fait issue d'une vraie tradition papale à Rome, à origine celle du chant vieux-romain.

## Historique
L'origine de ce chant n'est pas encore identifiée. Les études récentes indiquent que les prototypes du chant étaient pratiqués auprès des monastères féminins. Une version de Puer natus in Bethlehem était chantée par les moniales, au début du XIVe siècle auprès de l'abbaye cistercienne d'Alt-Medingen (Bad Bevensen), afin de célébrer la fête du 28 décembre en mémoire du massacre des Innocents, tués à Bethléem et alentour.  
L'un des manuscrits les plus anciens et les plus célèbres est un plain-chant (en notation messine en quatre lignes et en premier mode) dans un livret de l'ordre bénédictin datant du XIVe siècle. Il s'agit d'un manuscrit conservé à la bibliothèque nationale de la République tchèque, graduel dit de Saint-Georges, manuscrit VI G 10a, folio 115v (vers 1340). Si la fonction des pièces à partir du folio 114 reste dans le flou, le livre se composait essentiellement des chants de la procession. Sans doute adaptait à cet usage la structure en alternance, entre le soliste et le chœur,. Cependant, le plain-chant ne se constituait initialement que de trois versets. Le bréviaire de Hereford (1505) en comptait 10 tandis que 14 versets se trouvent dans les Piæ cantiones (1582).
Ce nouveau-né devint rapidement très connu. Car il s'adaptait effectivement à la tendance de l'époque, laquelle modifia la mentalité des religieux. Ces derniers préféraient, à la suite du mouvement de la Renaissance, les œuvres en homophonie à la base de la pièce Puer natus in Bethlehem, assez simples et faciles à chanter, à la pratique du Puer natus est nobis. En admettant que ce dernier fût encore en usage (par exemple, partition de Lucas Lossius (1579) [manuscrit en ligne]), d'une part déformé et dénaturé, le chant perdait sa qualité et sa solennité, devenu plain-chant. D'autre part, on jugeait que ce genre était archaïque.  

« ... C'est que les mélodies grégoriennes modifiées dans leur rythme se trouvent comme effacées, absorbées, noyées dans ce contrepoint unicolore et impersonnel. C'est pourquoi, plus récemment, d'autres auteurs en tenant compte du caractère populaire, simple, naïf de la fête et du mystère de Noël, ont jugé préférable de recourir au style homophone au moins pour certains motets, et d'harmoniser simplement des séquences et d'autres chants légués par le moyen âge, tel que Puer natus in Bethleem (sic), Flos de radice Jesse. »

— Dom Hugues Gaisser, La Fête de Noël et la Musique (1901)
Des créations musicales pour la liturgie catholique étaient surtout tenues, dans les pays catholiques germanophones telles l'Autriche, la Hongrie. Ainsi, on comptait les compositeurs Pál Esterházy, Michael Haydn. En fait, la première traduction en allemand était déjà effectuée en 1429.  

### Auprès des luthériens et des anglicans
Cependant, le chant trouva, après la réforme protestante, ses exécutants les plus fidèles auprès des luthériens. En effet, la composition de la pièce, syllabique et en refrain, s'adaptait aisément à leurs besoins liturgiques, sans aucune modification musicale. De surcroît, les langues germaniques possèdent une forte caractéristique syllabique. Le phénomène profitait de l'évolution de la publication du livre de chant, à partir de la Renaissance. De nombreux livres de partitions sortis au XVIe siècle restent dans les archives européennes.  
Il n'est pas étrange que quelques partitions aient gardé les deux langues, latine et allemande. En effet, à la différence de Jean Calvin, Luther recommandait le latin à condition qu'il s'agît des écoles et des universités. Par conséquent, la  partition de Lucas Lossius (1553) conservait son texte bilingue (voir ci-dessous). Le chant syllabique en refrain n'empêchait pas du tout cette pratique.     
Pour la même raison, le chant syllabique en anglais demeure toujours en usage au sein de la tradition anglicane [partition en ligne (version 1982)].

### Évolution
L'usage de ce chant a connu une immense expansion. L'œuvre était diffusée non seulement dans les pays germaniques mais aussi dans les pays baltes ainsi que dans les pays nordiques. Il existe également une version russe. L'exécutant était parfois remplacé par l'organiste ; des compositeurs tels Dietrich Buxtehude écrivirent leurs œuvres pour orgue. Même de nos jours, Marie-Agnès Grall-Menet, organiste française, présenta ses variations d'après ce chant, en célébrant la fête de Noël 2013. En outre, la mélodie se développait en tant que pièces pour l'ensemble instrumental.

## Version en langue vulgaire
Chant très largement diffusé, la tradition connaissait plusieurs versions différentes en langues vulgaires et en composition musicale.

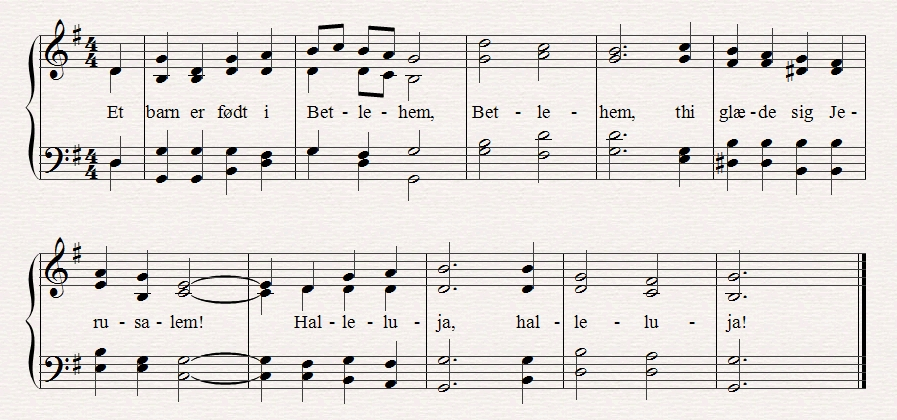
Une version en danois et à 4 voix.

- en allemand[bb 2] (texte et notation disponibles)
- en anglais[bb 3] (texte et notation)
- en catalan[bb 4] (texte)
- en danois[bb 1] (texte et notation)
- en finnois[bb 5] (texte, notation et manuscrit)
- en français[bb 6] (texte)
- en hongrois[bb 7] (texte et notation)
- en italien[bb 8] (texte et notation)
- en lituanien[bb 9] (source)
- en norvégien[bb 10] (source)
- en polonais[bb 11] (texte et notation)
- en russe[bb 12] (source)
- en suédois[bb 13] (notation)

## Composition tardive
Après la Renaissance, de nombreux musiciens ont composé sur c thème, principalement en polyphonie. Une liste plus complète a été publiée en 2010 par Bruno Antonio Buike.
- Leonhard Paminger (1495 - † 1567) : à 4 et 5 voix[bb 15] [manuscrit en ligne (partitions originales dans le Primus tomus ecclesiasticarum cantionum, et plurium vocum, a prima dominica adventus, usque ad passionnem Domini et salvatoris nostri Jesu Christi (1573))]
- Johannes Stomius (vers 1502 - † 1562) : à 3 voix[12],[bb 16]
- Lucas Lossius (1508 - † 1582) : à 3 voix (1553, voir ci-dessous)

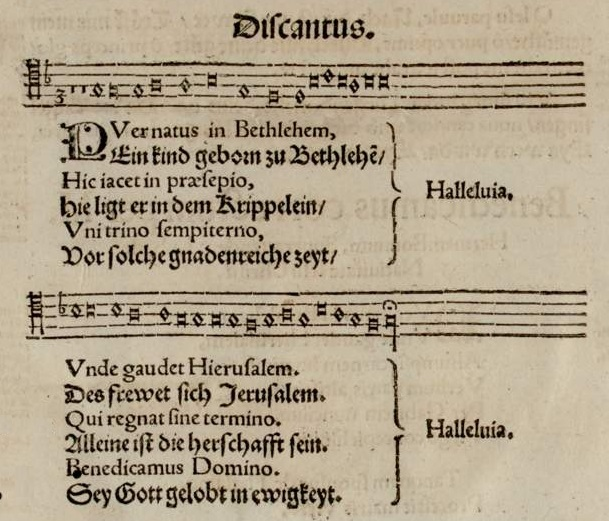

- Bartholomäus Gesius (vers 1562 - † 1613) : dans le Cunis solennib en monodie[13],[14] (1605)[bb 17]
- Hans Leo Hassler (1564 - † 1612) : à 4 voix (1608)[bb 18],[15]
- Melchior Vulpius (vers 1570 - † 1615) : à 5 voix (SSATB, 1609)[16],[17],[bb 19]
- Michael Prætorius (1571 - † 1621) : à 11 voix (1619)[18] ; aussi d'autres versions [bb 20],[bb 21] [écouter en ligne]
- Johann Stadlmayr (vers 1580 - † 1648) : soprano et chœur à 5 voix (SSATB, 1629)[bb 22],[19]
- Henricus Beginiker (1583 - † 1665) : à 4 voix dans le Livre de Tablature (1622)[bb 23],[20] [écouter en ligne]
- Michael Altenburg (1584 - † 1640) : version instrumentale (1621)[bb 24]
- Paul Siefert (1586 - † 1666) : version instrumentale[bb 25]
- Samuel Scheidt (1587 - † 1654) : SSWV18 (S IV, 86) à 8 voix (SSAATTBB) en latin dans les Cantiones sacræ (1620)[bb 26],[21],[22] [écouter en ligne] ; d'autres versions en allemand[bb 27]
- Pál Esterházy (1635 - † 1713) : à 4 voix[bb 28] dans la Harmonia cælestis (1699)[23]
- Esaias Reusner (1636 - † 1679) : dans les Weynacht Gesaenge[24] [écouter en ligne]
- Dietrich Buxtehude (vers 1637 - † 1707) : BuxWV217 d'orgue[25],[bb 29] [écouter en ligne]
- Georg Friedrich Kauffmann (1679 - † 1735) : version instrumentale[bb 30]
- Jean-Sébastien Bach (1685 - † 1750) : BWV 603 d'orgue (1715)[26],[27]
- Gregor Joseph Werner (1693 - † 1766) : à 4 voix et orgue[bb 19] [écouter en ligne]
- Michael Haydn (1737 - † 1806) : à 3 voix de femme[28]
- Carl Loewe (1796 - † 1869) : à 4 voix[bb 31] dans les Vier Weihnachts-Responsorien (1859) [partition en ligne]
- Ludvig Mathias Lindeman (1812 - † 1887) : à 4 voix[10]
- Josef Rheinberger (1839 - † 1901) : opus 118, n° 6, à 2 voix de femme et orgue dans les Six hymnes à deux voix (1880)[29],[bb 32] [écouter en ligne]

La création musicale se continue par quelques compositeurs contemporaines.
- Gianni Malatesta (1926 - ) : à 4 voix[bb 33]
- Johann Paul Zehenbauer (1928 - 1989)[bb 34]
- Marie-Agnès Grall-Menet (1954 - ) : œuvre pour l'orgue (Variations sur Puer natus in Bethlehem, 2013)[30] [écouter en ligne]
- Tullio Visioli (1957 - ) : à 4 voix[31] ; version instrumentale[bb 35]
- Ilaria Zuccaro (1980 - ) : voir partition[bb 34]
- Christophe Looten (1958 - ) : œuvre pour 2 voix égales et orgue